# Gland (Yonne)
Gland és un municipi francès, situat al departament del Yonne i a la regió de Borgonya - Franc Comtat. L'any 2007 tenia 51 habitants.

## Demografia

### Població
El 2007 la població de fet de Gland era de 51 persones. Hi havia 28 famílies, de les quals 12 eren unipersonals (12 homes vivint sols), 12 parelles sense fills i 4 famílies monoparentals amb fills.
La població ha evolucionat segons el següent gràfic:
Habitants censats

### Habitatges
El 2007 hi havia 58 habitatges, 27 eren l'habitatge principal de la família, 30 eren segones residències i 1 estava desocupat. 55 eren cases i 2 eren apartaments. Dels 27 habitatges principals, 25 estaven ocupats pels seus propietaris i 2 estaven llogats i ocupats pels llogaters; 1 tenia una cambra, 9 en tenien tres, 4 en tenien quatre i 13 en tenien cinc o més. 23 habitatges disposaven pel capbaix d'una plaça de pàrquing. A 16 habitatges hi havia un automòbil i a 8 n'hi havia dos o més.

### Piràmide de població
La piràmide de població per edats i sexe el 2009 era:
| Homes | Edats   | Dones |
| ----- | ------- | ----- |
| 0     | 95 o +  | 0     |
| 0     | 90 a 94 | 0     |
| 4     | 85 a 89 | 0     |
| 0     | 80 a 84 | 0     |
| 0     | 75 a 79 | 0     |
| 0     | 70 a 74 | 4     |
| 0     | 65 a 69 | 0     |
| 8     | 60 a 64 | 4     |
| 4     | 55 a 59 | 4     |
| 4     | 50 a 54 | 4     |
| 0     | 45 a 49 | 0     |
| 4     | 40 a 44 | 4     |
| 0     | 35 a 39 | 0     |
| 8     | 30 a 34 | 0     |
| 0     | 25 a 29 | 0     |
| 0     | 20 a 24 | 0     |
| 0     | 15 a 19 | 0     |
| 4     | 10 a 14 | 0     |
| 0     | 5 a 9   | 0     |
| 0     | 0 a 4   | 0     |

## Economia
El 2007 la població en edat de treballar era de 25 persones, 15 eren actives i 10 eren inactives. Les 15 persones actives estaven ocupades(10 homes i 5 dones).. De les 10 persones inactives 8 estaven jubilades i 2 estaven classificades com a «altres inactius».
Activitats econòmiques
L'únic establiment que hi havia el 2007 era d'una empresa de construcció.
L'únic servei als particulars que hi havia el 2009 era una empresa de construcció.
L'any 2000 a Gland hi havia 3 explotacions agrícoles.

## Poblacions més properes
El següent diagrama mostra les poblacions més properes.